# Odyssey (Dixie Dregs)
Odyssey è un brano musicale del gruppo musicale statunitense Dixie Dregs, seconda traccia del terzo album in studio What If, pubblicato nel 1978 dalla Capricorn Records.

## Formazione
- Steve Morse – chitarra
- Andy West – basso
- Mark Parrish – tastiera
- Rod Morgenstein – batteria, percussioni
- Allen Sloan – primo violino

## Cover dei Dream Theater
Tra il 2008 e il 2009 il gruppo progressive metal Dream Theater realizzò una reinterpretazione di Odyssey, pubblicata il 2 giugno 2009 come terzo estratto dall'edizione deluxe del decimo album in studio Black Clouds & Silver Linings.

### Tracce
1. Odyssey – 7:59

### Formazione
- James LaBrie – voce
- John Petrucci – chitarra, voce
- John Myung – basso
- Jordan Rudess – tastiera, continuum
- Mike Portnoy – batteria, percussioni, voce

## Altre versioni
- Nel 1998 James Murphy inserì una cover di Odyssey nel suo album solista Feeding the Machine.[2]
- Nel 2012 il supergruppo rock progressivo Flying Colors ripropose Odyssey in un loro concerto live.[3]
- Nel 2017 i PTF, band progressive rock realizzò un cover del brano in una performance live.[4]